# 37519 Amphios
37519 Amphios este o planetă minoră (asteroid), cu un diametru de 33,076 km, din Asteroid troian al lui Jupiter. A fost descoperită pe 16 octombrie 1977 la Observatorul Palomar de Cornelis Johannes van Houten și a fost numită după Amphius⁠(d). 
Obiectul prezintă o orbită caracterizată de o semiaxă mare de 5,205183 UAi, o excentricitate de 0,006, o înclinație de 25,45967 ° în raport cu ecliptica.